# باباي الكبير
باباي الكبير (حوالي 551 – 628 م) هو أحد الآباء الأوائل لكنيسة المشرق. ووضع الأعمدة الأساسية للكنيسة.